# Juan Esteban Fagetti
Juan Esteban Fagetti Curbella (né à Paysandú le 3 août 1888 et mort à Montevideo le 14 août 1954) est un écrivain, poète et journaliste uruguayen.
Il a été membre de l'armée de l'Uruguay lors de la bataille de Masoller. Il était rédacteur en chef de deux journaux de Paysandú.

## Œuvres
- Palique del momento (Buenos Aires, 1909)
- Lo de siempre (Buenos Aires, La Lionesa, 1912)
- Élitros (Montevideo, Ed. de la Juventud Literaria, 1914)
- Mediodía (Paysandú, Ed. Paysandú, 1916)
- Pueblo chico (Paysandú, Ed. Diario Moderno, 1927)
- Policiales, versos escandalosos (Paysandú, 1930)
- La tierra de Leandro Gómez - poema dramático (Paysandú, 1942)
- Piropos a Buenos Aires (Buenos Aires, Soiza Reilly, 1943)
- San Ramón (Paysandú, Ed. Paysandú, 1945)
- Tesis Lírica (Paysandú, 1950)
- Antología poética (Montevideo. Ed. de Fernando O. Lahilte, 1983)